# 1111 작전
1111 작전은 미얀마 내전 중인 2023년 11월 11일부터 따머도에 맞서 인민방위군과 카렌니 민족주의 무장단체들이 벌이는 작전이다. 이미 2023년 11월 7일 인민방위군과 카렌니 연합군은 1107 작전을 개시했지만, 인민방위군은 꺼야주 주도인 롸잉꼬를 점령하려는 1111작전을 이 작전과 별도의 작전으로 분류하였다.
이 작전으로 롸잉꼬 및 꺼야주에서 35,000명의 피난민이 발생했다.